# Bisbat d'Espira
El bisbat d'Espira va ser, fins a la seva secularització el 1803, el reialme dels prínceps-bisbes d'Espira. Va arribar a agafar terrenys dels estats actuals de Baden-Württemberg, Renània-Palatinat i fins i tot França.

## Geografia
El bisbat pertanyia al Cercle Electoral del Rin de Sacre Imperi Romanogermànic. Ocupava una àrea d'uns 1540 km²) a ambdós costats del Rin. Això inclou els pobles de Bruchsal, així com Deidesheim, Herxheim, i Lauterburg. Pels voltants de l'any 1800 tenia aproximadament 55.000 habitants.

## Història
Una diòcesi d'Espira ja va començar a existir, possiblement, entre el segle iii i el IV. Va ser per primera vegada mencionat en un document el 614. Fins al 748 va pertànyer a l'Arquebisbat de Trèveris, i des de llavors fins a la dissolució del Sacre Imperi, Espira va ser administrat per l'Arquebisbat de Magúncia.
La història del bisbat d'Espira comença a finals del segle viii, quan el bisbe d'Espira va rebre els dominis de Speyergau. Als segles x i xi, el bisbat va anar rebent terrenys addicionals, alguns com a regals de l'emperador Otó I. El 1030 es va començar a construir la Catedral d'Espira, i el 1061 la catedral va ser beneïda. El 1086 l'emperador Enric IV li va donar al bisbat les parts que encara quedaven lliures de Speyergau.
Des de 1111 els ciutadans de la ciutat d'Espira van començar a perdre els lligams amb el bisbe com a governador, i el 1230 un alcalde va ser nomenat per primera vegada. El 1294 Espira va obtenir el títol de Ciutat Lliure Imperial. El bisbe es va instal·lar al palau de Udenheim el 1371. Als començaments del segle xviii el bisbe Philipp Christoph von Sötern va ampliar el palau fent-lo la fortalesa de Philippsburg. Els prínceps-bisbes van regnar des d'allà del 1371 fins al 1723. A continuació la seu es va traslladar a Bruchsal.
Entre els anys 1681 i 1697, al final de la Guerra dels Nou Anys, part del bisbat del marge esquerre del Rin, va passar a ser administrat per França. Durant el 1801 i el 1802 els territoris restants d'aquesta banda del Rin van ser conquerits per les tropes revolucionàries. Les zones del banc esquerre del riu van passar al Marcgraviat de Baden.
D'aquesta manera, els poders del bisbe d'Espira van ser cancel·lats, així com el bisbat, que es va secularitzar i va continuar amb el nom de Diòcesis d'Espira.

## Prínceps-Bisbes d'Espira

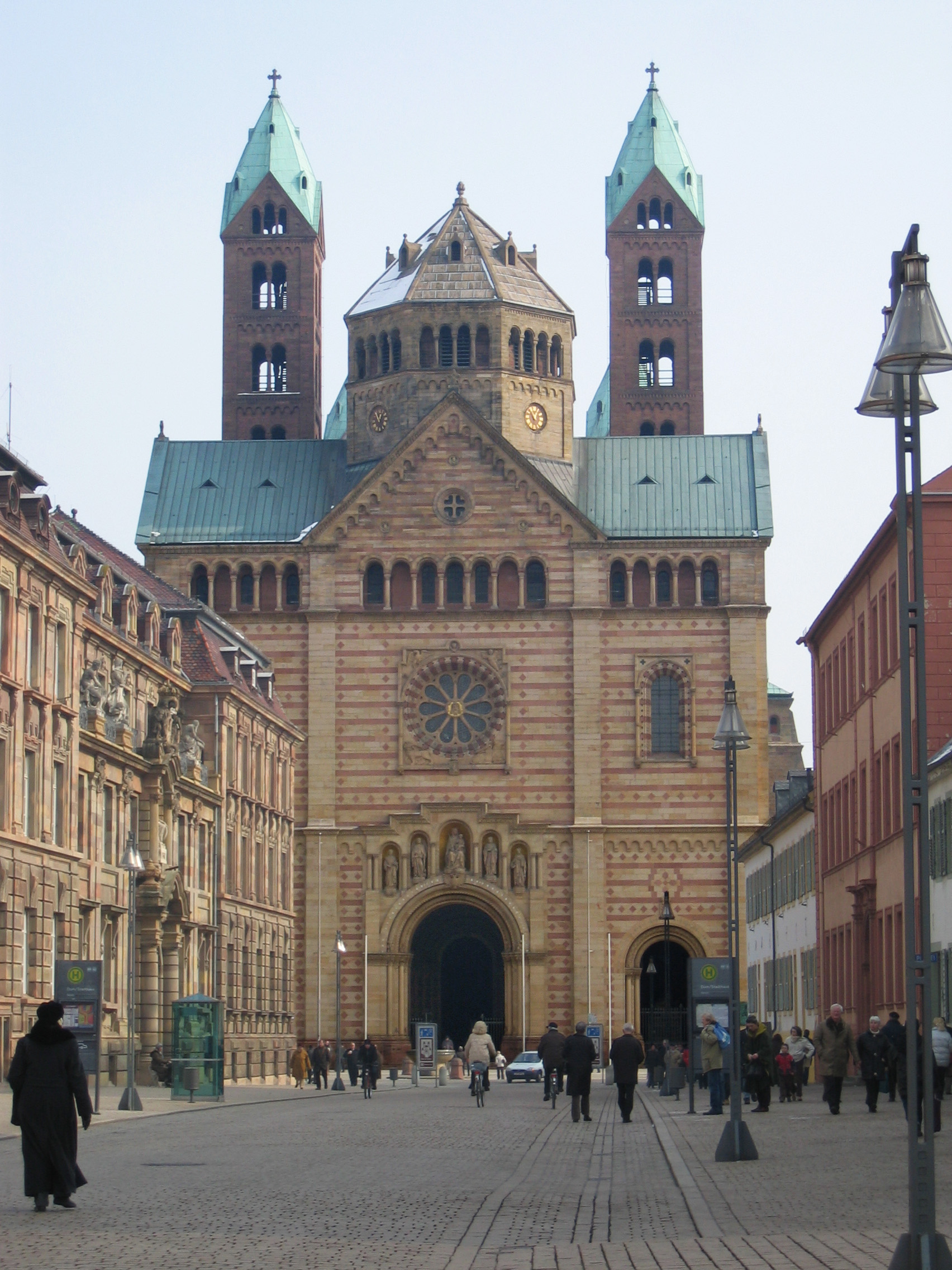
Catedral d'Espira

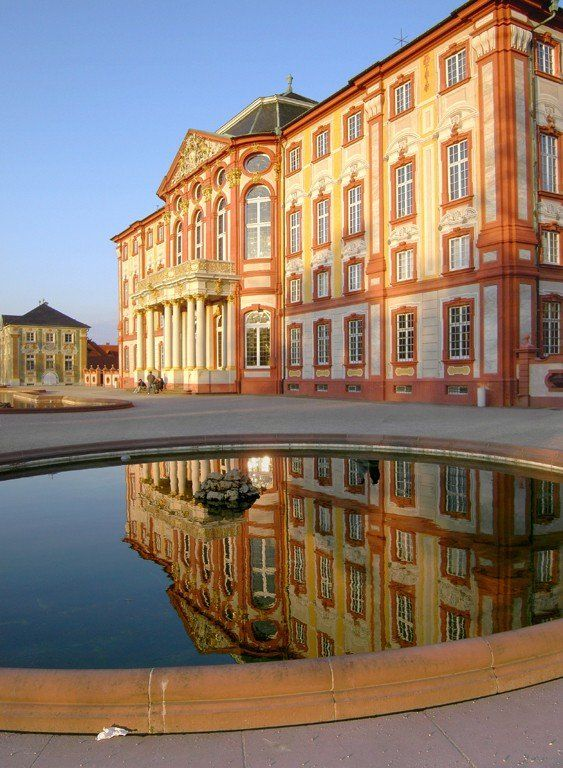
Palau dels bisbes de Bruchsal

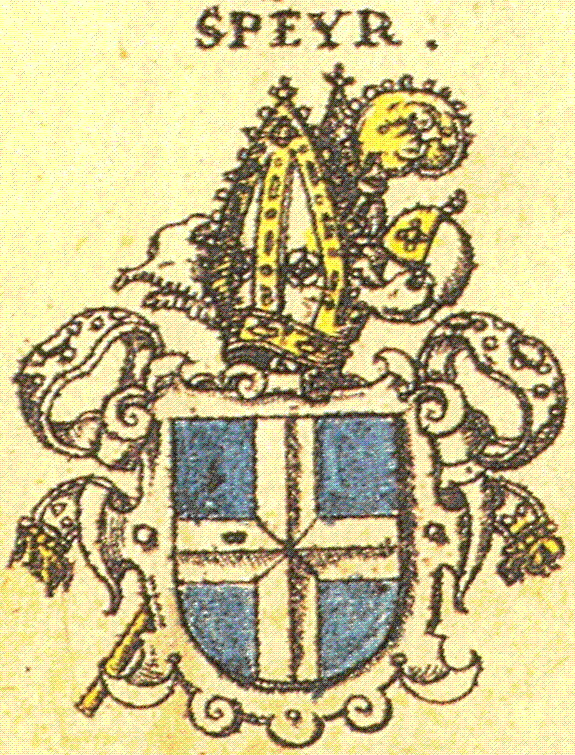
Escut del Bisbat d'Espira del 1605

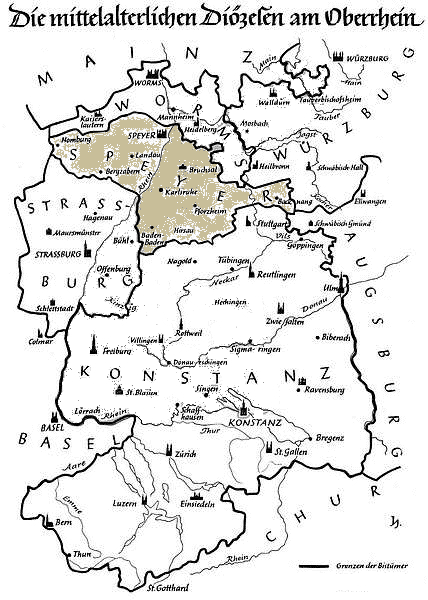
Mapa del bisbat a l'edat mitjana

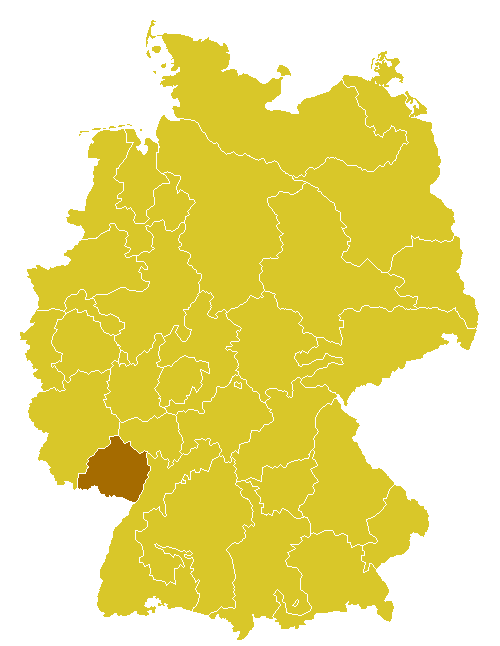
La diòcesi actual

Aquí hi ha una llista dels prínceps-bisbes d'Espira, totes les persones que posseïen aquest càrrec tenien el màxim poder eclesiàstic i executiu.
| Nom                                                   | Començament | Final         |
| ----------------------------------------------------- | ----------- | ------------- |
| Jesse d'Speir                                         | aprox. 346  |               |
| Hildericus episcopus                                  | aprox. 613  |               |
| Atanasius                                             | 610         | 650           |
| Principius                                            | 650         | 659           |
| Dragobodo                                             | 659         | 700           |
| Otto d'Speyer                                         | 700         | 709           |
| Siegwin I                                             | 709         | 725           |
| Luido                                                 | 725         | 743           |
| David                                                 | 743         | 760           |
| Basinus                                               | 760         | 775           |
| Siegwin II                                            | 775         | 802           |
| Otto I d'Speyer                                       | 802         | 810           |
| Fraido                                                | 810         | 814           |
| Benedikt                                              | 814         | 828/830       |
| Bertin o Hertinus                                     | 828/830     | 845/846       |
| Gebhard I                                             | 845/847     | 880           |
| Goddank                                               | 881         | 895/898       |
| Einhard o Eginhard                                    | 895/898     | 913           |
| Bernhard                                              | 914         | 922           |
| Amalrich                                              | 913/923     | 943           |
| Reginwalt I o Reginhard                               | 943/944     | 950           |
| Gottfried I                                           | 950         | 960           |
| Otgar                                                 | 960         | 970           |
| Balderich                                             | 970         | 987           |
| Ruprecht                                              | 987         | 1004          |
| Walter                                                | 1004        | 1031          |
| Siegfried I                                           | 1031        | 1032          |
| Reinher o Reginher                                    | 1032        | 1033          |
| Reginhard II de Dillingen, o Reginbald                | 1033        | 1039          |
| Sigbodo I o Siegbodo                                  | 1039        | 1051          |
| Arnold I de Falkenberg                                | 1051        | 1056          |
| Konrad I                                              | 1056        | 1060          |
| Eginhard II de Katzenelnbogen                         | 1060        | 1067          |
| Heinrich de Scharfenberg                              | 1067        | 1072/1073     |
| Rüdiger Hutzmann o Hußmann                            | 1073        | 1090          |
| Johann I de Kraichgau                                 | 1090        | 1104          |
| Gebhard II d'Urach                                    | 1105        | 1107 († 1110) |
| Bruno de Saarbrücken                                  | 1107        | 1123          |
| Arnold II de Leiningen                                | 1124        | 1126          |
| Siegfried II de Wolfsölden                            | 1127        | 1146          |
| Günther de Henneberg                                  | 1146        | 1161          |
| Ulrich I de Dürrmenz                                  | 1161        | 1163          |
| Gottfried II                                          | 1164        | 1167          |
| Rabodo de Lobdaburg                                   | 1167        | 1176          |
| Konrad II                                             | 1176        | 1178          |
| Ulrich II de Rechberg                                 | 1178        | 1187          |
| Otto II de Henneberg                                  | 1187        | 1200          |
| Konrad III de Scharfenberg                            | 1200        | 1224          |
| Beringer de Entringen                                 | 1224        | 1232          |
| Konrad IV de Dahn                                     | 1233        | 1236          |
| Konrad V d'Eberstein                                  | 1237        | 1245          |
| Heinrich II de Leiningen                              | 1245        | 1272          |
| Friedrich de Bolanden                                 | 1272        | 1302          |
| Sigibodo de Lichtenberg o Siegbodo                    | 1302        | 1314          |
| Emich de Leiningen o Emicho                           | 1314        | 1328          |
| Berthold de Bucheck                                   | 1328        | 1328          |
| Walram de Veldenz                                     | 1328        | 1336          |
| Baldwin, Arquibisbe de Trèveris (només com a príncep) | 1332        | 1336          |
| Gerhard d'Ehrenberg                                   | 1336        | 1363          |
| Lambert de Born o Brunn                               | 1364        | 1371          |
| Adolf I de Nassau                                     | 1371        | 1388          |
| Nikolaus I de Wiesbaden                               | 1388        | 1396          |
| Raban de Helmstatt                                    | 1396        | 1438          |
| Reinhard de Helmstatt                                 | 1438        | 1456          |
| Siegfried III de Venningen                            | 1456        | 1459          |
| Johann II Nix de Hoheneck                             | 1459        | 1464          |
| Matthias de Rammingen                                 | 1464        | 1478          |
| Ludwig de Helmstädt                                   | 1478        | 1504          |
| Philipp I de Rosenberg                                | 1504        | 1513          |
| Georg, Comte Palatí del Rin                           | 1513        | 1529          |
| Philipp II de Flörsheim                               | 1529        | 1552          |
| Rudolf de Frankenstein                                | 1552        | 1560          |
| Marquard de Hattstein                                 | 1560        | 1581          |
| Eberhard de Dienheim                                  | 1581        | 1610          |
| Philipp Christoph de Sötern                           | 1610        | 1652          |
| Lothar Friedrich de Metternich                        | 1652        | 1675          |
| Johann Hugo de Orsbeck                                | 1675        | 1711          |
| Heinrich Hartard de Rollingen                         | 1711        | 1719          |
| Hugo Damian de Schönborn                              | 1719        | 1743          |
| Franz Christoph de Hutten                             | 1743        | 1770          |
| Damian August Philipp Karl de Limburg-Stirum          | 1770        | 1797          |
| Philipp Franz Wilderich of Walderdorf                 | 1801        | 1802 († 1810) |
| Càrrec vacant                                         | 1802        | 1818          |
| Secularització i divisió del bisbat                   | 1803        |               |